# Joey Rive
Pour les articles homonymes, voir Rive.
Joey Rive, né le 8 juillet 1963 à Santurce à Porto Rico, est un ancien joueur de tennis professionnel américain ayant pris la nationalité portoricaine en 1992.

## Biographie
Joey Rive a étudié la psychologie à l'université d'État de Floride entre 1981 et 1985. En 1993, il obtient un diplôme en sciences.
Reconverti dans le coaching, il a travaillé en Floride, en Alabama puis au Texas. Il a notamment collaboré avec Andy Roddick, Mardy Fish et Robby Ginepri.
Il est marié et a deux enfants.

## Carrière
En double, il a atteint quatre finales sur le circuit ATP et a remporté quatre tournois Challenger : Hanko en 1986, Brest et Le Cap en 1989 et Indian Wells en 1991.
En simple, il a notamment atteint les quarts de finale à Stratton Mountain en 1987 (en étant classé 226e), les demi-finales à Sydney en 1988, Johannesburg en 1989 et San Francisco en 1990. Dans les Championship series, il est huitième de finaliste à Miami et à Cincinnati en 1988.
Il compte trois victoires face à des membres du top 20 : Tim Mayotte (14e) en 1987, Eliot Teltscher (20e) et Miloslav Mečíř (9e) en 1988.
Il a joué 19 matchs pour l'équipe de Porto-Rico de Coupe Davis entre 1992 et 1994.

## Palmarès

### Finales en double messieurs
| No | Date       | Nom et lieu du tournoi                 | Catégorie    | Dotation  | Surface      | Vainqueurs                   | Partenaire     | Score    |          |
| -- | ---------- | -------------------------------------- | ------------ | --------- | ------------ | ---------------------------- | -------------- | -------- | -------- |
| 1  | 21-07-1986 | Swedish Open Båstad                    |              | 125 000 $ | Terre (ext.) | Sergio Casal Emilio Sánchez  | Craig Campbell | 6-4, 6-2 |          |
| 2  | 04-01-1988 | New South Wales Open Sydney            |              | 93 400 $  | Gazon (ext.) | Darren Cahill Mark Kratzmann | Bud Schultz    | 7-6, 6-4 | Parcours |
| 3  | 13-11-1989 | Altech South African Open Johannesburg |              | 297 500 $ | Dur (int.)   | Luke Jensen Richey Reneberg  | Kelly Jones    | 6-0, 6-4 |          |
| 4  | 23-04-1990 | Salem Open Hong Kong                   | World Series | 185 000 $ | Dur (ext.)   | Pat Cash Wally Masur         | Kevin Curren   | 6-3, 6-3 |          |

## Parcours dans les tournois duGrand Chelem

### En simple
| Année | Open d'Australie | Open d'Australie | Internationaux de France | Internationaux de France | Wimbledon      | Wimbledon     | US Open         | US Open       |
| ----- | ---------------- | ---------------- | ------------------------ | ------------------------ | -------------- | ------------- | --------------- | ------------- |
| 1987  | —                | —                | —                        | —                        | —              | —             | 1er tour (1/64) | Jimmy Connors |
| 1988  | 3e tour (1/16)   | J. Stoltenberg   | 1er tour (1/64)          | M. Narducci              | —              | —             | 1er tour (1/64) | John Frawley  |
| 1989  | 1er tour (1/64)  | Thomas Muster    | —                        | —                        | 2e tour (1/32) | Wally Masur   | 1er tour (1/64) | Yannick Noah  |
| 1990  | —                | —                | 1er tour (1/64)          | Michael Stich            | 2e tour (1/32) | Karel Nováček | 1er tour (1/64) | Franco Davín  |

N.B. : à droite du résultat se trouve le nom de l'ultime adversaire.

### En double
| Année | Open d'Australie                                                                 | Open d'Australie                                                                 | Internationaux de France                                                             | Internationaux de France                                                               | Wimbledon                                                                          | Wimbledon                                                                   | US Open                                                                             | US Open |
| ----- | -------------------------------------------------------------------------------- | -------------------------------------------------------------------------------- | ------------------------------------------------------------------------------------ | -------------------------------------------------------------------------------------- | ---------------------------------------------------------------------------------- | --------------------------------------------------------------------------- | ----------------------------------------------------------------------------------- | ------- |
| 1986  | —                                                                                | —                                                                                | —                                                                                    | —                                                                                      | —                                                                                  | —                                                                           | 1er tour (1/32) C. Campbell \|\| style="text-align:left;" \| D. Graham B. Testerman |         |
| 1987  | —                                                                                | —                                                                                | 1/8 de finale D. Tarr \|\| style="text-align:left;" \| López Maeso A. Tous           | —                                                                                      | —                                                                                  | 1er tour (1/32) R. Baxter \|\| style="text-align:left;" \| M. Mečíř T. Šmíd |                                                                                     |         |
| 1988  | 2e tour (1/16) M. Flur \|\| style="text-align:left;" \| E. Edwards G. Muller     | —                                                                                | —                                                                                    | —                                                                                      | —                                                                                  | 2e tour (1/16) L. Shiras \|\| style="text-align:left;" \| M. Mečíř T. Šmíd  |                                                                                     |         |
| 1989  | 1/8 de finale K. Jones \|\| style="text-align:left;" \| R. Leach J. Pugh         | —                                                                                | —                                                                                    | 1er tour (1/32) M. Flur \|\| style="text-align:left;" \| K. Curren D. Pate             | 2e tour (1/16) Van Emburgh \|\| style="text-align:left;" \| D. Cahill M. Kratzmann |                                                                             |                                                                                     |         |
| 1990  | 2e tour (1/16) K. Jones \|\| style="text-align:left;" \| Layendecker R. Reneberg | 2e tour (1/16) L. Shiras \|\| style="text-align:left;" \| G. Ivanišević P. Korda | 2e tour (1/16) S. DeVries \|\| style="text-align:left;" \| J. Canter B. Derlin       | 1er tour (1/32) R. Van't Hof \|\| style="text-align:left;" \| S. DeVries Macpherson    |                                                                                    |                                                                             |                                                                                     |         |
| 1991  | —                                                                                | —                                                                                | 1er tour (1/32) K. Evernden \|\| style="text-align:left;" \| R. Krajicek M. Schapers | 2e tour (1/16) S. Patridge \|\| style="text-align:left;" \| T. Woodbridge M. Woodforde | 1er tour (1/32) J. Lozano \|\| style="text-align:left;" \| J. Palmer J. Stark      |                                                                             |                                                                                     |         |

N.B. : le nom du ou de la partenaire se trouve sous le résultat ; le nom des ultimes adversaires se trouve à droite.

## Parcours dans lesChampionship Series
| Année | Indian Wells | Miami                 | Monte-Carlo | Rome | Hambourg | Canada                 | Cincinnati              | Stockholm          | Paris |
| ----- | ------------ | --------------------- | ----------- | ---- | -------- | ---------------------- | ----------------------- | ------------------ | ----- |
| 1985  | -            | 1er tour Bo. Becker   | -           | -    | -        | -                      | -                       | -                  | -     |
| 1986  | -            | -                     | -           | -    | -        | 1er tour J. Hlasek     | -                       | -                  | -     |
| 1987  | -            | 1er tour B. Gilbert   | -           | -    | -        | -                      | -                       | 2e tour J. Nyström | -     |
| 1988  | -            | 1/8 de finale Y. Noah | -           | -    | -        | 2e tour D. Cassidy     | 1/8 de finale A. Järryd | 1er tour P. Canè   | -     |
| 1989  | -            | 2e tour J. Courier    | -           | -    | -        | -                      | 2e tour M. Wilander     | -                  | -     |
| 1990  | -            | -                     | -           | -    | -        | 1er tour P. Chamberlin | 2e tour R. Fromberg     | -                  | -     |

N.B. : sous le résultat se trouve le nom de l’ultime adversaire.